# Aenictes paraguayata
Aenictes paraguayata är en fjärilsart som beskrevs av Charles Oberthür 1912. Aenictes paraguayata ingår i släktet Aenictes och familjen mätare. Inga underarter finns listade i Catalogue of Life.